# 이라니안 수퍼 리그
이라니안 수퍼 리그(Iranian Super League)는 1975년 시작한 이란의 프로 배구 리그이다.